# Aleksandr Ilici Egorov
Aleksandr Ilici Egorov (în rusă Алекса́ндр Ильи́ч Его́ров)  (n. 13 octombrie 1883 – d. 22 februarie 1939) a fost un mareșal rus, lider în timpul Războiului Civil Rus, când a comandat Frontul de Sud al Armatei Roșii, jucând rol important în înfțrângerea forțelor militare ale Albilor în Ucraina.
A fost arestat în februarie 1938, iar confesiunile celorlalți din timpul Marii Epurări l-au incriminat și pe el, murind la închisoare.
A fost reabilitat de Nikita Hrușciov
1. ↑  Alexandre Ilitch Iegorov, Autoritatea BnF
2. ↑  Library of Congress Authorities, accesat în 19 ianuarie 2020
3. ↑  Егоров А.И. (în rusă), accesat în 2 august 2023
4. ↑  Czech National Authority Database, accesat în 1 martie 2022